# Kvinar
Qvinarivs je kovan poput denara u razdoblju od 27. pr. n. e. do 248. n. e. od sve lošijeg srebra, a od 260. do 294. n. e. od čistog bakra s tankom srebrnom prevlakom. Po težini iznosio je kvinar uvijek točnu polovinu denara tako, da je za Augusta imao 1.94 g, a 294. n. e. 1.01 g.